# Incendiul din complexul comercial Zimneaia Vișnea din Kemerovo
La 25 martie 2018, în jurul orei locale 17:00, un incendiu în complexul comercial Zimneaia Vișnea (în rusă Зимняя вишня, în traducere Vișina de iarnă) din Kemerovo, oraș industrial în vestul Siberiei, a ucis cel puțin 64 de oameni. Deflagrația a pornit undeva de la ultimul etaj al complexului de patru etaje. Magazinele, cinematograful și aleea de bowling erau pline de oameni la momentul izbucnirii incendiului. În jur de 100 de oameni au fost evacuați, iar alți 20 au fost salvați. În incendiu au fost ucise și 200 de animale de la grădina zoologică a mall-ului. Potrivit Comitetului de Investigații rus, ieșirile de urgență au fost blocate, iar sistemul de alarmă a fost oprit.
Potrivit ministrului pentru situații de urgență, la finalul operațiunilor de căutare și salvare, mall-ul va fi demolat, în locul lui urmând a fi construită, conform celor promise de președintele Vladimir Putin, o capelă.

## Istoricul complexului Winter Cherry
Winter Cherry a fost transformat în mall în 2013, destinația inițială a clădirii fiind cea de fabrică de produse de cofetărie. Până la tragedia din 25 martie, în clădire au avut loc două incendii majore: primul în 2003, în urma căruia s-a prăbușit acoperișul, iar al doilea în 2013. Acesta din urma s-a soldat cu moartea unei persoane. În iunie 2016, inspectorul delegat de Ministerul pentru Situații de Urgență în regiunea Kemerovo, Daria Moskaliova, a efectuat verificări privind respectarea normelor de securitate la incendiu. În urma acestor controale au fost descoperite nereguli.

## Desfășurarea evenimentului

Planul etajului 4 al centrului comercial, cu punctul de pornire al incendiului marcat

Incendiul a izbucnit în jurul orei locale 17:00, undeva la ultimul etaj al complexului, înghițind o suprafață de aproximativ 1.600 m². Potrivit viceguvernatorului Vladimir Cernov, focul a pornit probabil din zona de joacă pentru copii. „Versiunea preliminară este că unul dintre copii a avut o brichetă. Focul a pornit de la acea trambulină. Era umplută cu cauciuc spumant, care s-a aprins ca praful de pușcă”, a precizat Vladimir Cernov. Totuși, Rossiya 24 a declarat că o defecțiune electrică a fost cea mai probabilă cauză – ca în majoritatea celorlalte incendii din Rusia. Ulterior, un paznic a declarat că, înainte de izbucnirea incendiului, pe una din mesele din zona de joacă se aflau mai multe lumânări aprinse. La momentul producerii incendiului, magazinele, cinematograful și aleea de bowling erau pline de oameni. Incendiul a cuprins și grădina zoologică a mall-ului, unde în jur de 200 de animale – iepuri, broaște țestoase, porci, capre și rozătoare – au fost ucise.

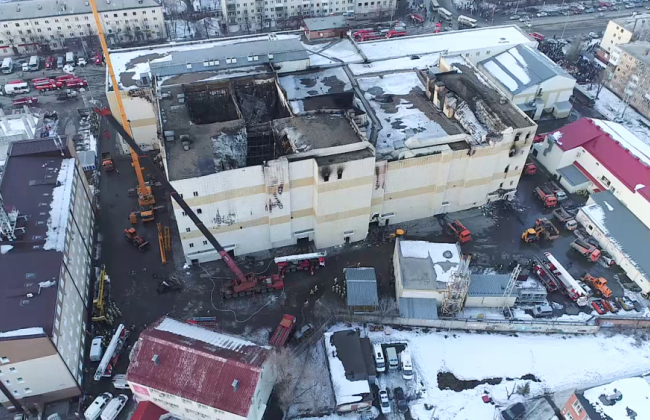
Complexul Zimneaia Vișnea după incendiu

Clipurile postate pe rețelele de socializare arată cum oamenii s-au aruncat pe geam pentru a scăpa de flăcările care au cuprins rapid mall-ul. Martorii au declarat că alarmele de incendiu din mall nu au pornit, în ciuda faptului că acoperișul clădirii fumega, iar sute de oameni se călcau în picioare pentru a scăpa de flăcări. Mai târziu, s-a descoperit că sistemul de alarmă a fost oprit de un gardian, Serghei Antiușin. Acesta a confirmat în tribunal că a oprit sistemul de alarmă, motivându-și decizia prin faptul că sistemul nu a funcționat în timpul incendiului și menționând că a alertat serviciile de urgență imediat după aceasta. El a adăugat că sistemul de anunțuri publice al mall-ului era nefuncțional de două săptămâni.
Mulți au rămas captivi în centrul comercial, pentru că ușile s-au blocat. Un clip postat pe Twitter arată doi bărbați care încearcă să deschidă o ușă cu ranga, dar aceasta nu se clintește. Aceeași problemă au semnalat-o mai mulți dintre cei care au reușit, în cele din urmă, să iasă din mall. Într-o postare pe Facebook, politicianul Anton Gorelkin a scris că „ieșirile de incendiu erau închise, transformând complexul într-o capcană” și că „nu a existat o evacuare organizată”. Din cauza vâlvătăii, acoperișul s-a prăbușit în două săli de cinema. Peste 840 de pompieri, ajutați de 195 de autospeciale și două aeronave, au fost mobilizați pentru a lichida incendiul. Autorităților le-a luat 19 ore să stingă flăcările. Serghei Yakovlev, șeful departamentului de pompieri din oraș, a declarat că focul s-a răspândit prin izolația termică inflamabilă, ceea ce a făcut dificilă stingerea lui.

## Victime

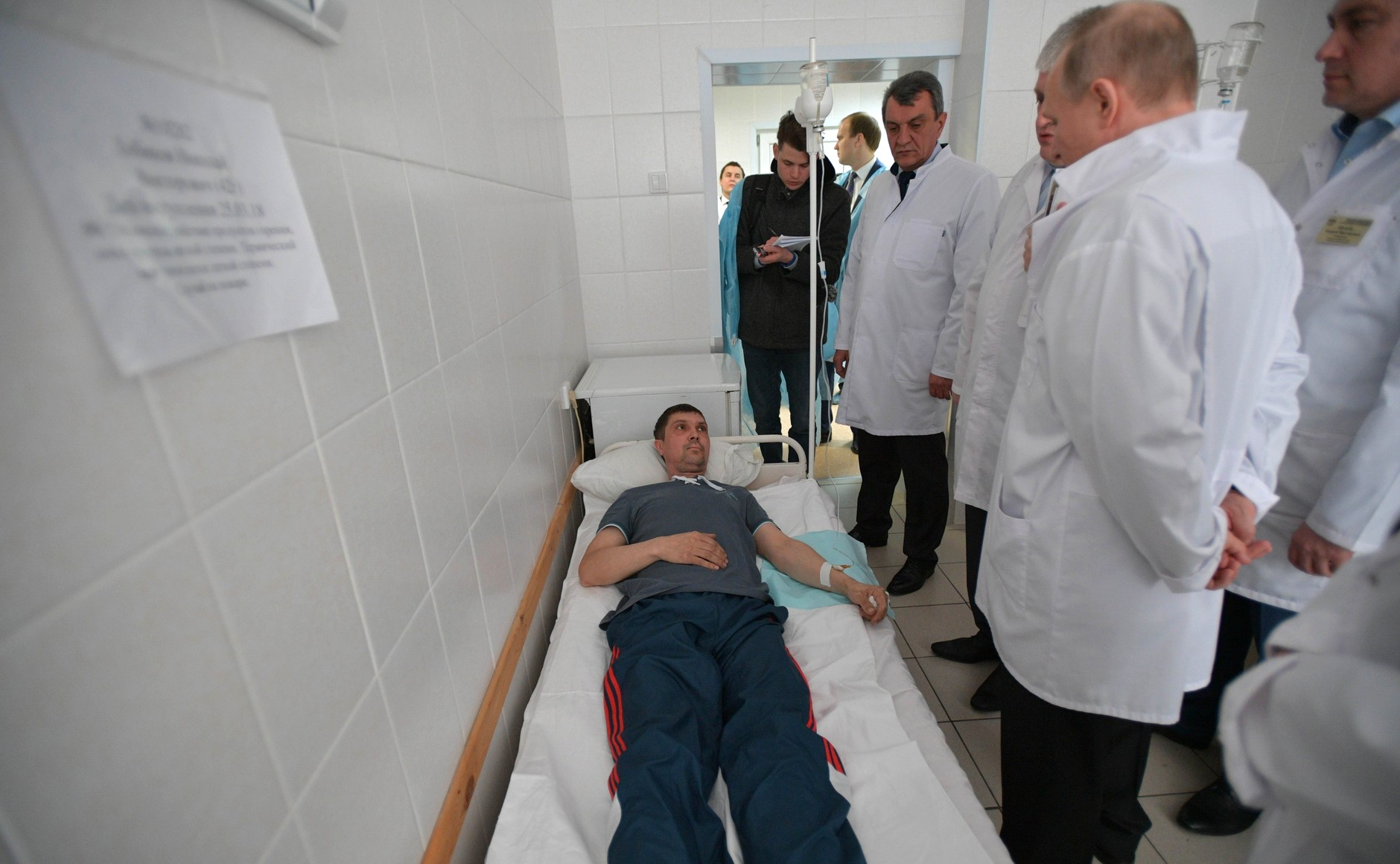
Președintele rus Vladimir Putin vizitează unul dintre răniții în incendiul din complexul Winter Cherry.

64 de oameni au fost uciși în incendiu. Multe dintre victime se aflau în cinematograful mall-ului în momentul în care acoperișul s-a prăbușit în două dintre
săli. Printre cei morți se numără și 41 de copii, mulți dintre ei aflați în cinematograf la premiera filmului animat Sherlock Gnomes. Tatiana Darsalia, o profesoară de liceu, a fost prima victimă identificată. Potrivit ministrului adjunct pentru situații de urgență, Vladlen Aksionov, alți 52 au fost răniți, dintre care 12 au avut nevoie de spitalizare. Pe 29 martie, numărul persoanelor rănite a fost actualizat la 79. Ministrul Sănătății, Veronica Skvorțova, a declarat că supraviețuitorul cel mai grav rănit a fost un băiat de 11 ani care a sărit de la ultimul etaj pentru a scăpa de focul care i-a ucis întreaga familie. În timpul incendiului, temperatura din interiorul mall-ului a ajuns la peste 700°C, iar majoritatea victimelor au pierit din cauza fumului dens.
Serghei Gavrilenko, jurnalist la un ziar local, a declarat pentru The Daily Beast că este sceptic în ceea ce privește cifra de 64 de morți înaintată de autorități din moment ce „la etajul 4 erau cel puțin 700 de oameni”. Acesta a pomenit de 170 de victime, adăugând:
„Oamenii cred că autoritățile ascund în mod deliberat numărul adevărat de victime de ei pentru a nu crea panică.”
Au existat zvonuri neconfirmate potrivit cărora cel puțin 96 de corpuri neînsuflețite au fost găsite în interiorul mall-ului, 30 într-o sală de cinema și 37 în alta.
Unul dintre martori a declarat pentru postul de radio Ekho Moskvy că morga centrală din Kemerovo le-a cerut membrilor familiilor afectate să semneze un document de confidențialitate, pentru a nu exista astfel nicio scurgere de informații privind urmările reale ale tragediei.

## Reacții

### Interne

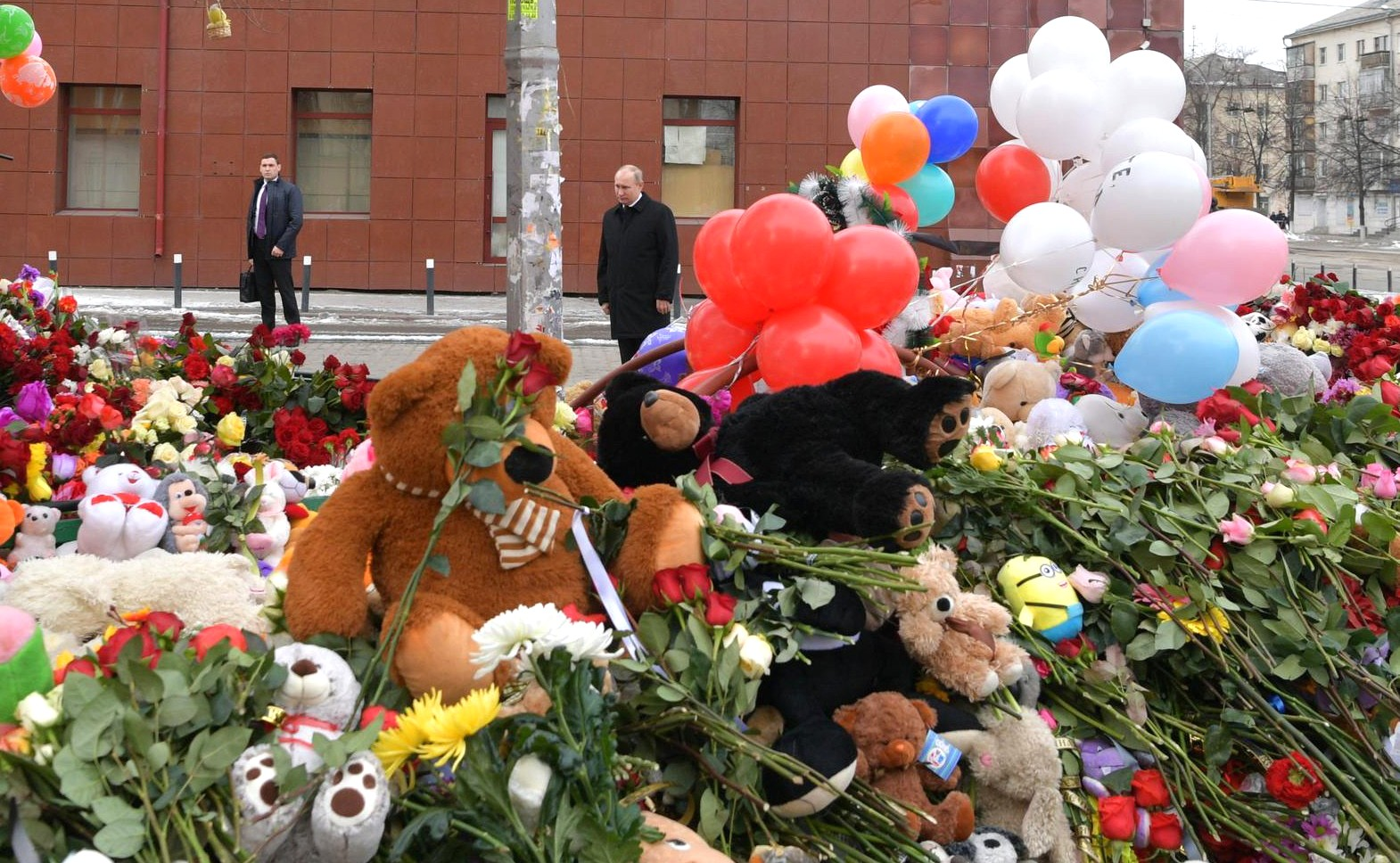
Vladimir Putin depune flori la memorialul improvizat în fața centrului comercial.

Posturile centrale de televiziune au evitat subiectul incendiului de la centrul comercial Winter Cherry din Kemerovo, axându-se pe victoria lui Vladimir Putin în recentele alegeri prezidențiale. Astfel, principalul post de televiziune rusesc, Pervîi Kanal, a dedicat pe 25 martie doar trei minute acestui subiect într-un buletin de știri, Rossiya 1 a început să relateze despre incendiu în sistem breaking news abia în cursul nopții de 25 spre 26 martie, iar NTV a relatat doar pe pagina sa electronică.
Președintele rus Vladimir Putin le-a prezentat „condoleanțe profunde” rudelor persoanelor ucise, prin intermediul purtătorului său de cuvânt Dmitri Peskov. În regiunea Kemerovo au fost decretate trei zile de doliu în memoria victimelor. Președintele Vladimir Putin a declarat ziua de 28 martie zi de doliu național. VGTRK, CTC Media, Gazprom-Media și National Media Group au anunțat anularea programelor de divertisment și reclamelor în acea zi. Pe 27 martie, Putin a vizitat locul tragediei, unde a depus un buchet de trandafiri roșii lângă ursuleții și jucăriile pe care locuitorii orașului le-au adus în memoria victimelor incendiului. El a precizat că nu există nicio scuză pentru ceea ce s-a întâmplat, tragedia izbucnind din cauza neglijenței. În aceeași zi, mii de oameni au protestat în fața primăriei din Kemerovo, cerând ca oficialii să fie sancționați pentru neregulile din ziua incendiului. Printre scandări s-a auzit și „Putin, demisia!”. Mulți manifestanți au spus că nu au încredere în autorități și au opinat că numărul oficial al morților este altul decât cel anunțat oficial. În timpul protestului, viceguvernatorul Serghei Țivilev a îngenuncheat și și-a cerut iertare după ce cu câteva ore înainte a acuzat-o pe una dintre rudele victimelor, care și-a pierdut cinci dintre membrii familiei în flăcări, că prin protest nu căuta altceva decât o „auto-promovare”.
Comisarul rus pentru drepturile copilului, Anna Kuznețova, a deplâns neglijențe grave și a solicitat verificări de urgență în centre comerciale asemănătoare. Comitetul rus de anchetă a anunțat că a descoperit „încălcări flagrante”, atât în construirea, cât și în exploatarea centrului comercial. Anchetatori și martori evocă faptul că ușile de evacuare erau închise cu cheia, dar și o absență totală a sistemelor de alertare a clienților din centrul comercial la izbucnirea incendiului.
Svetlana Petrenko, purtătorul de cuvânt al Comitetului rus de anchetă, a declarat pentru TASS că patru persoane au fost reținute și interogate, inclusiv chiriașul localului în care a izbucnit incendiul și directorul societății care administrează centrul comercial. Pe 28 martie, Nadejda Suddenok, managerul complexului comercial, a fost arestată pentru o lună și 29 de zile.
Ministrul pentru situații de urgență, Vladimir Pucikov, a declarat că mall-ul va fi demolat.
Pe 1 aprilie, Aman Tuleev a demisionat din funcția de guvernator al regiunii Kemerovo, susținând că tragedia este o „povară” prea mare și catalogându-și gestul drept „singura decizie corectă”.

### Internaționale

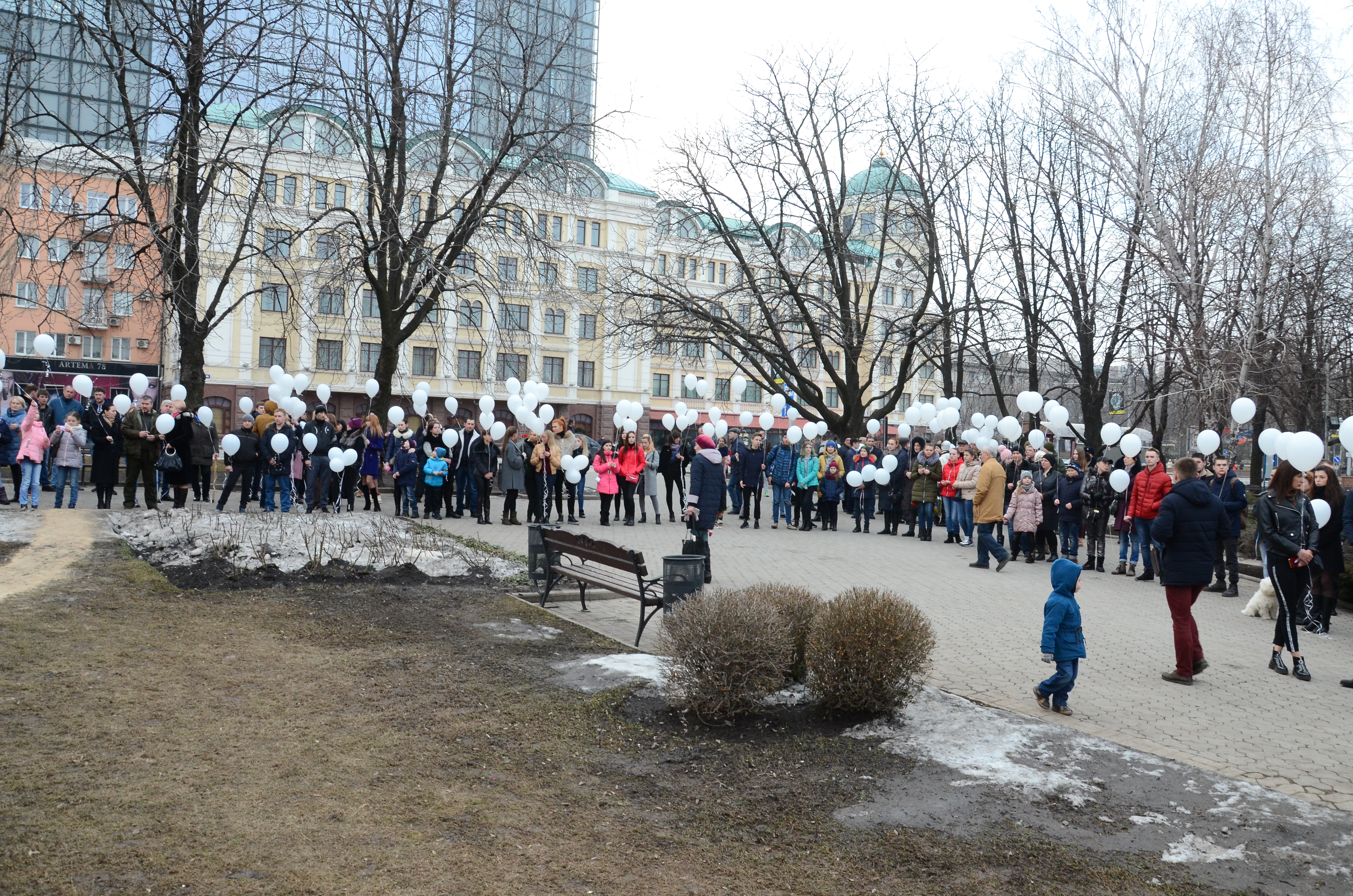
Eveniment în memoria victimelor incendiului în Donețk, Ucraina

Telegrame cu condoleanțe au fost trimise de președintele Kazahstanului Nursultan Nazarbaev, președintele Republicii Moldova Igor Dodon, președintele Serbiei Aleksandar Vučić și Papa Francisc. Potrivit purtătorului de cuvânt al guvernului german, Steffen Seibert, cancelarul Angela Merkel a fost „șocată” de filmările de la locul incendiului și de informațiile despre tragedie. Mesaje de condoleanțe au venit și din partea președinților Armeniei, Azerbaidjanului, Belarusului, Kirghizstanului, Lituaniei, Turciei și Uzbekistanului.